# 하이크

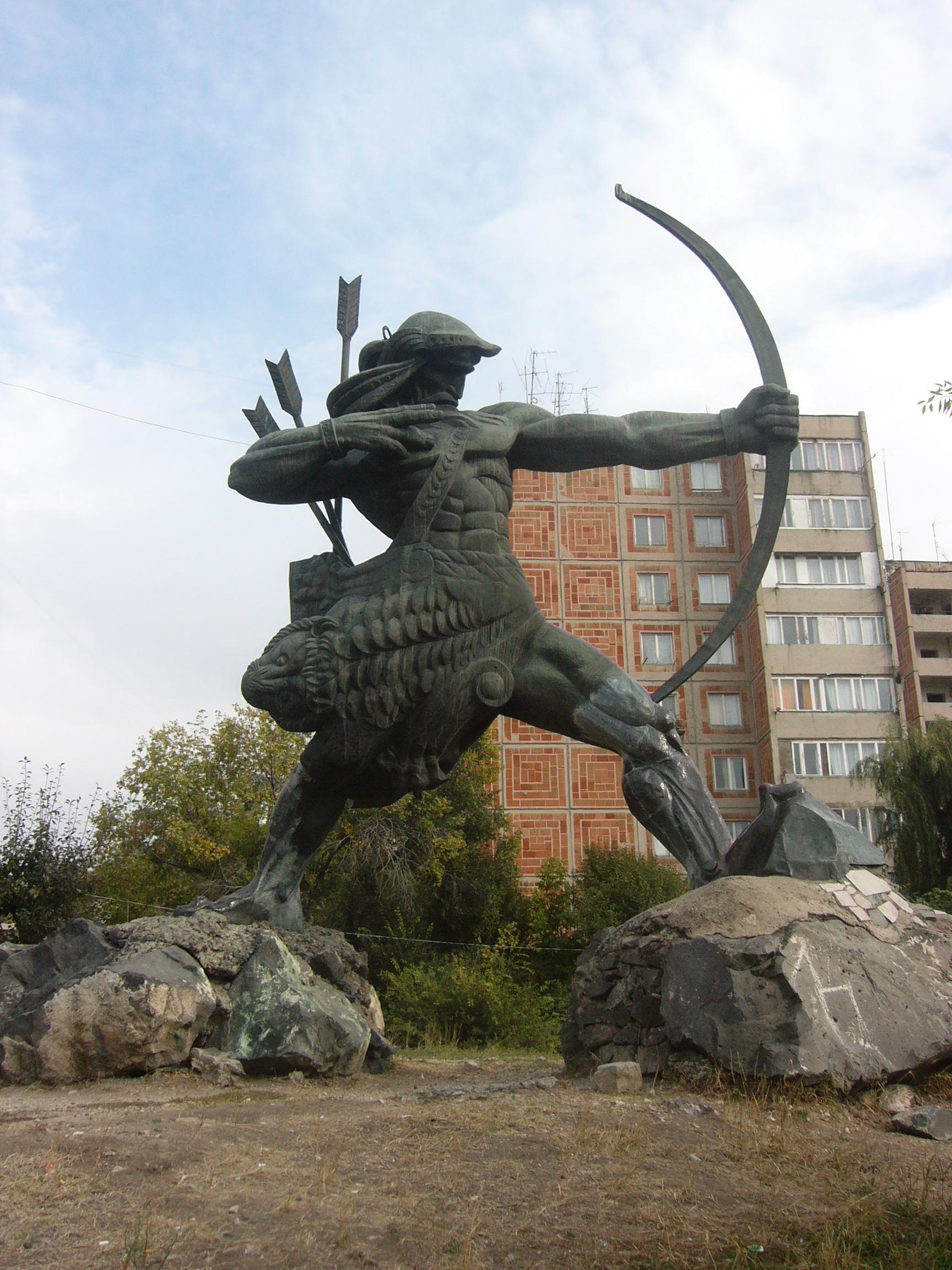
아르메니아 예레반에 있는 하이크 나하페트 동상

하이크(아르메니아어: Հայկ) 또는 하이크 나하페트(아르메니아어: Հայկ Նահապետ)는 아르메니아를 건설했다고 알려진 전설적 존재이다.

## 같이 보기
- 니므롯